# Trimerotropis occidentalis
Trimerotropis occidentalis är en insektsart som först beskrevs av Bruner, L. 1889.  Trimerotropis occidentalis ingår i släktet Trimerotropis och familjen gräshoppor. Inga underarter finns listade i Catalogue of Life.